# Gâscă egipteană
Gâsca egipteană (Alopochen aegyptiaca) este un membru african al familiei Anatidae, care include rațe, gâște și lebede. Datorită popularității sale în principal ca pasăre ornamentală, specia a fost introdusă în Europa, Statele Unite și în alte părți din afara arealului său natural. Gâștele egiptene erau reprezentate în mod regulat în arta egipteană antică.

## Etimologie
Denumirea generică Alopochen (literal, „vulpe-gâscă”) se bazează pe grecescul ἀλωπός (alōpós, de asemenea ἀλώπηξ alōpēx), „vulpe” și χήν (chēn) „gâscă”, făcând referire la culoarea roșiatică a spatelui său. 
Numele speciei aegyptiacus (sau aegyptiaca) provine din latinescul Aegyptiacus, „egiptean”.

## Taxonomie
Se consideră că gâsca egipteană este cea mai apropiată rudă a rațelor din genul Tadorna și a rudelor acestora și este plasată cu acestea în subfamilia Tadorninae. Este singurul membru existent al genului Alopochen, care conține, de asemenea, specii preistorice și recent dispărute strâns înrudite. Datele privind secvența citocromului b al ADNmt sugerează că relațiile dintre Alopochen și Tadorna necesită investigații suplimentare.

## Descriere

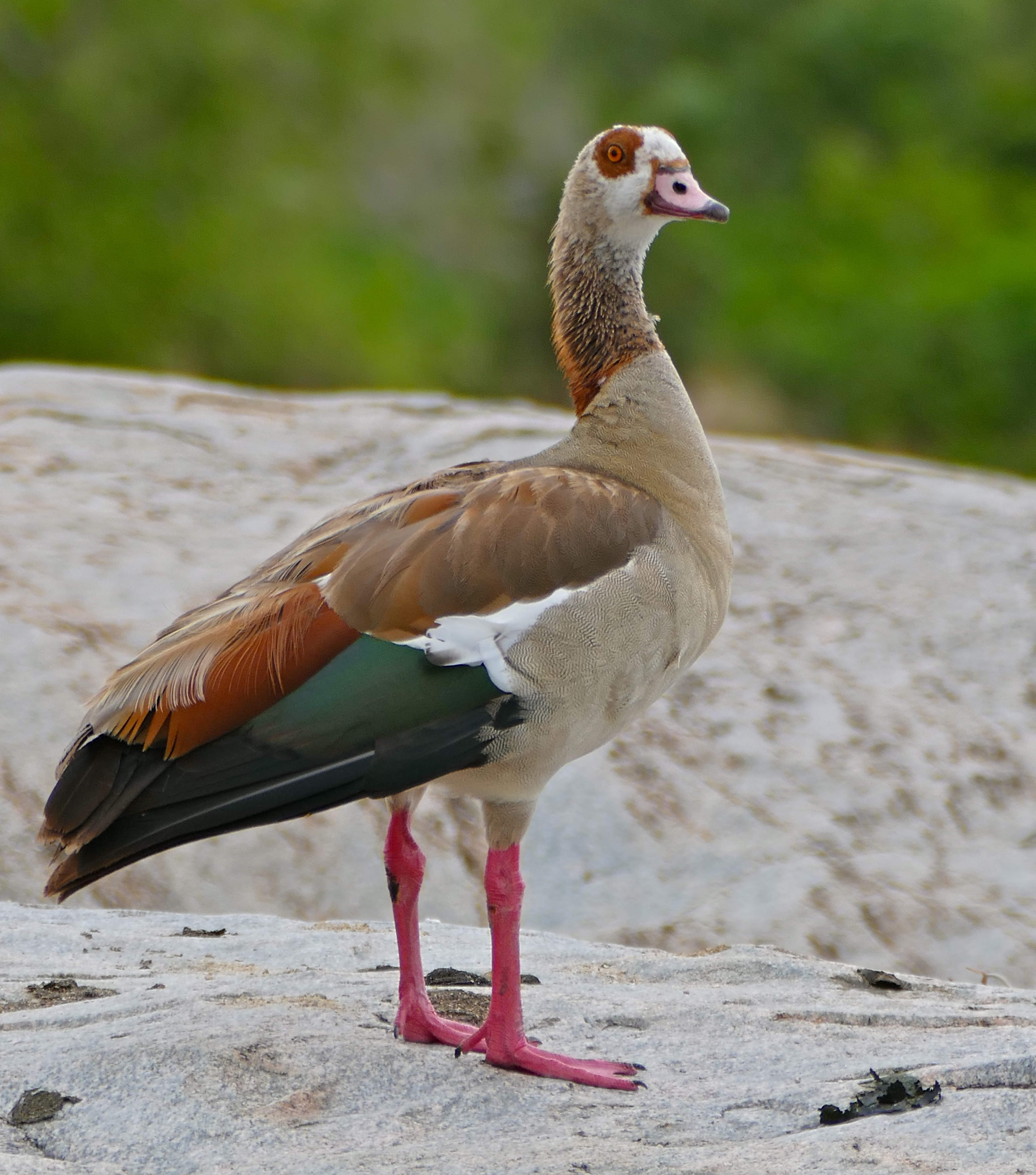

Gâsca egipteană măsoară între 63 și 73 cm, penajul este în general maro-roșcat, capul este mai deschis, cu o pată maro lângă ochi. Nu există dimorfism sexual, deși masculul este puțin mai mare decât femela. Există o mare variație în nuanța penajului, unii indivizi fiind mai mult gri decât maro, dar nu s-a observat ca această variație să fie legată de sex sau vârstă. O mare parte din aripile păsărilor mature sunt albe, dar albul este ascuns de învelișurile aripilor atunci când sunt în repaus. 
Gâștele egiptene din sălbăticie pot trăi până la 15 ani, în timp ce exemplarele captive au fost înregistrate ajungând la vârsta de 35 de ani.

## Distribuție
Gâsca egipteană este originară din Africa subsahariană și din Valea Nilului, unde este răspândită și comună până la abundentă, deși a devenit rară în nordul Văii Nilului. Se găsește în habitate deschise sau semi-deschise, de obicei în apropierea apei dulci, variind de la zonele joase până la 4.000 m deasupra nivelului mării în Munții Etiopiei și este în mare parte absentă din pădurile dense și din deșerturi.
A fost întâlnit în sud-estul Europei (până în valea inferioară a Dunării și în sudul Ungariei) până la începutul anilor 1700 și în unele părți ale Turciei și în vestul Orientului Mijlociu până la începutul anilor 1900 (și de atunci a fost restabilit prin intermediul captivilor evadați), dar arealul său istoric în aceste locuri este incomplet cunoscut, iar motivul disparițiilor este de asemenea necunoscut.

## Galerie

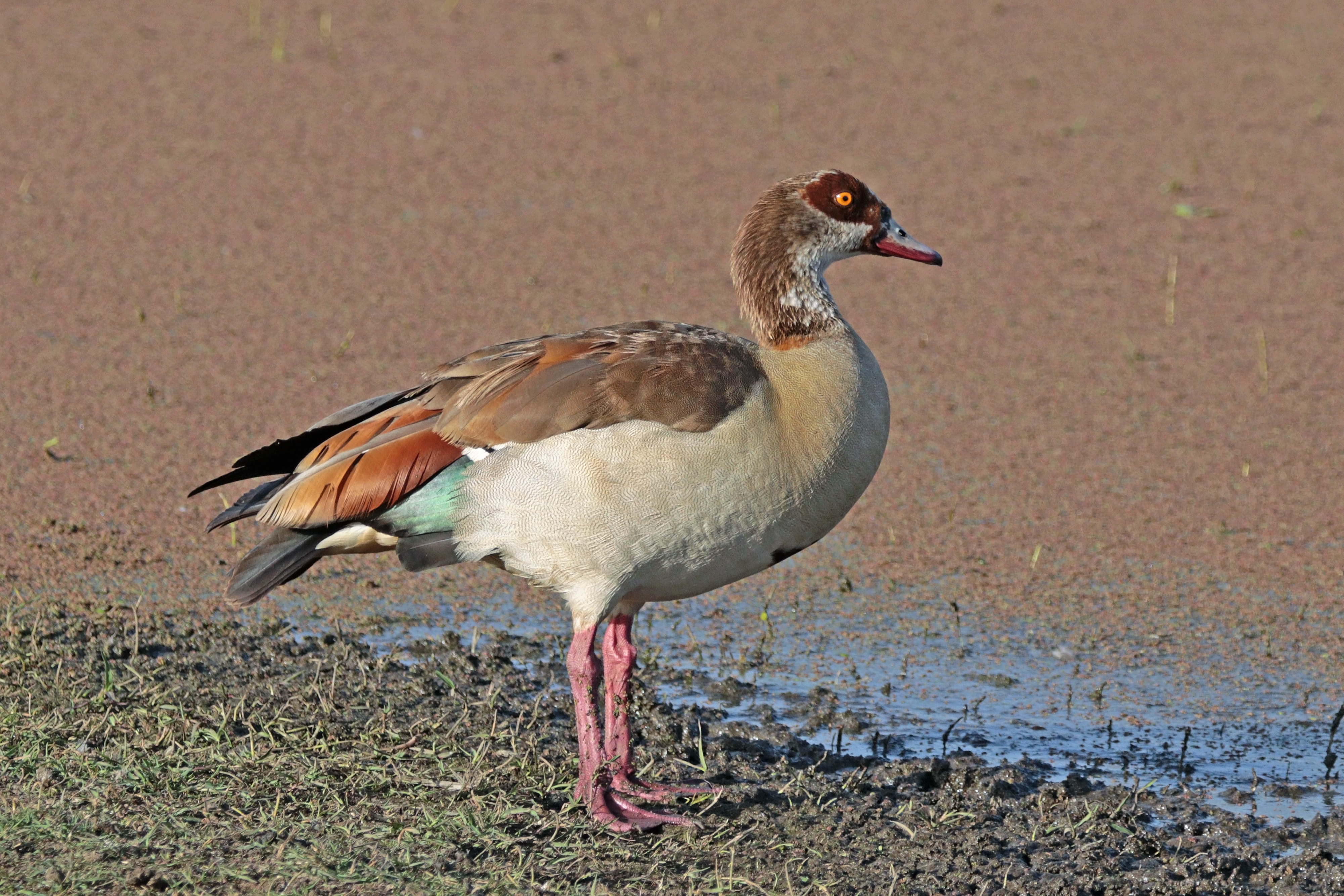
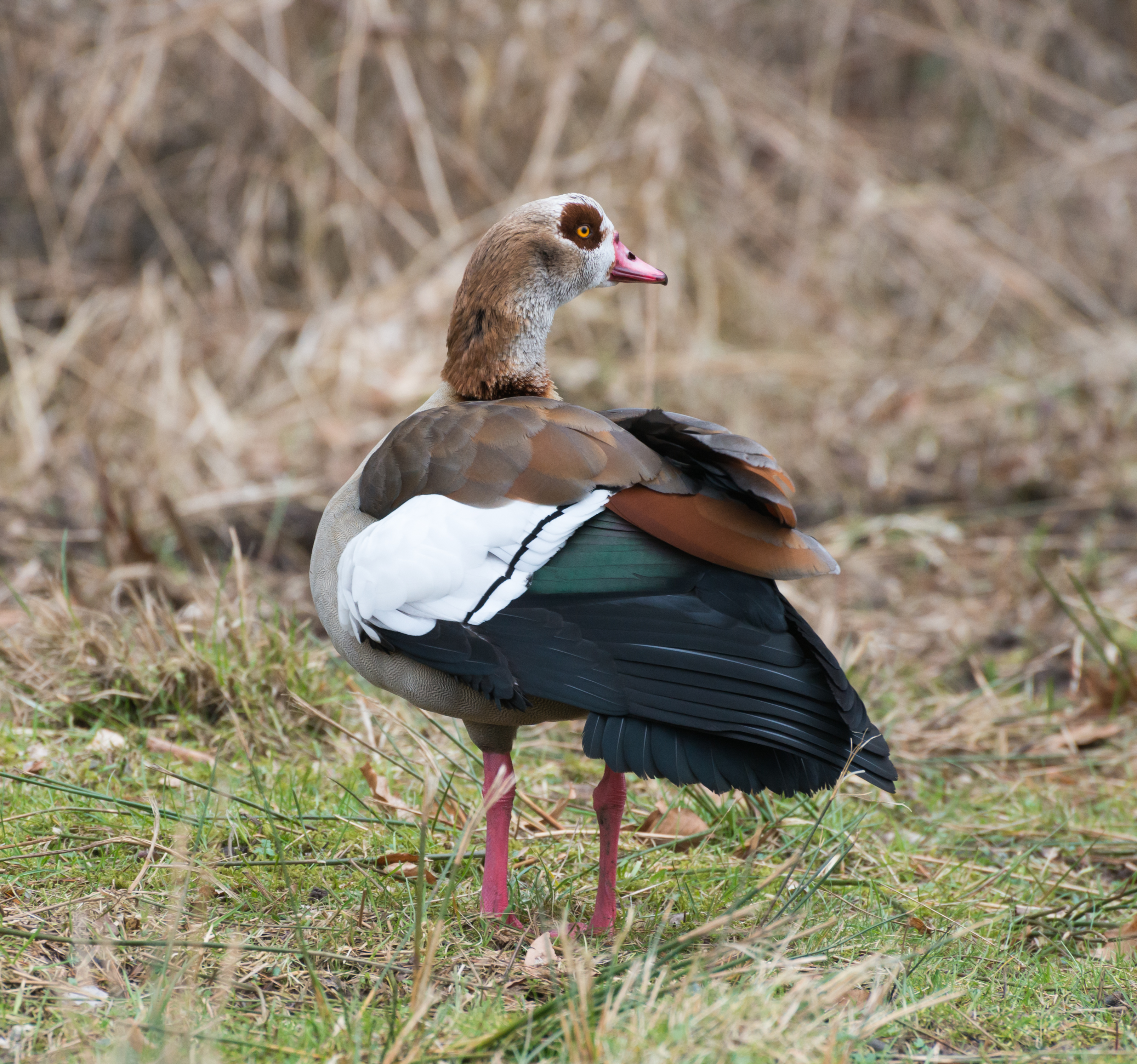
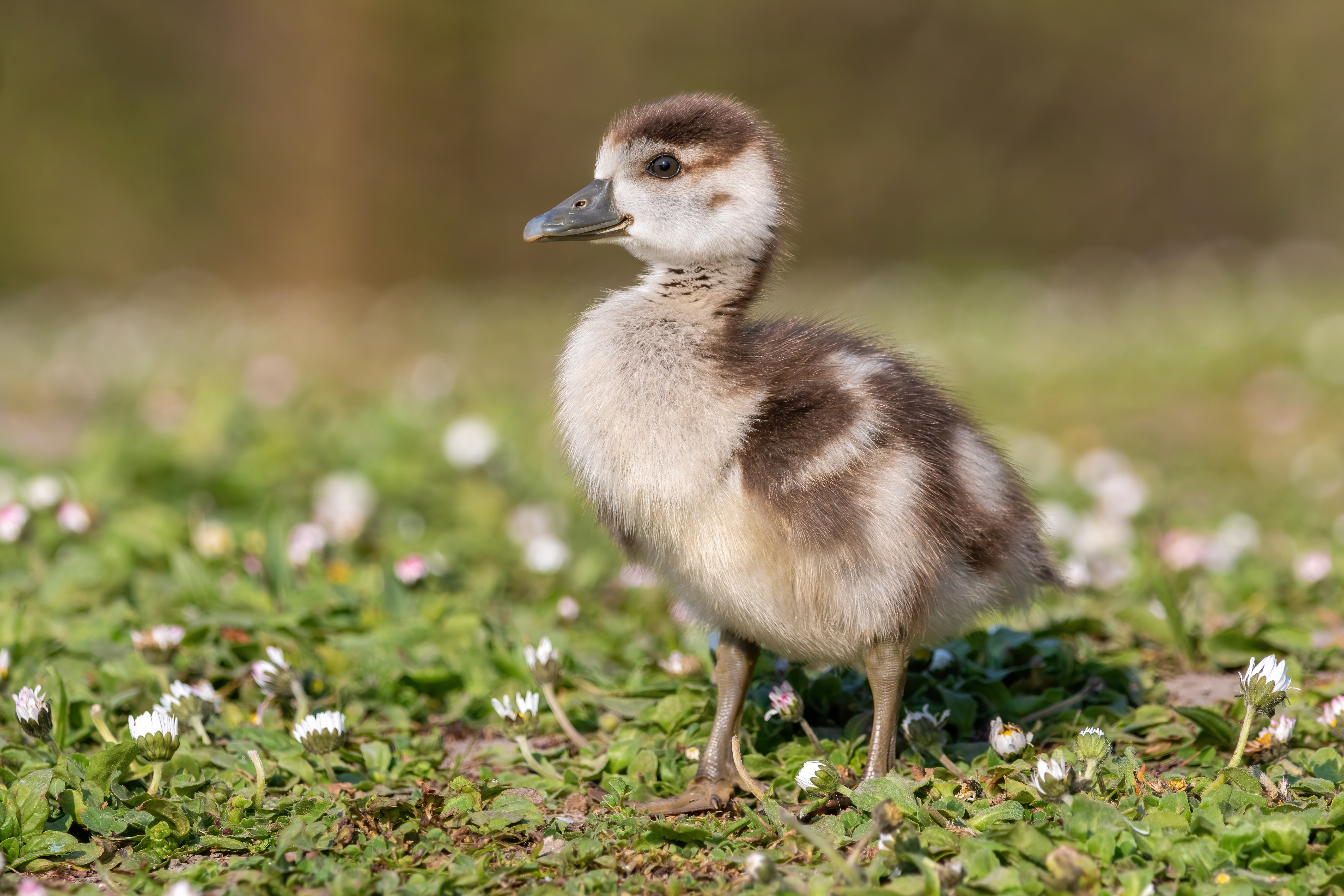
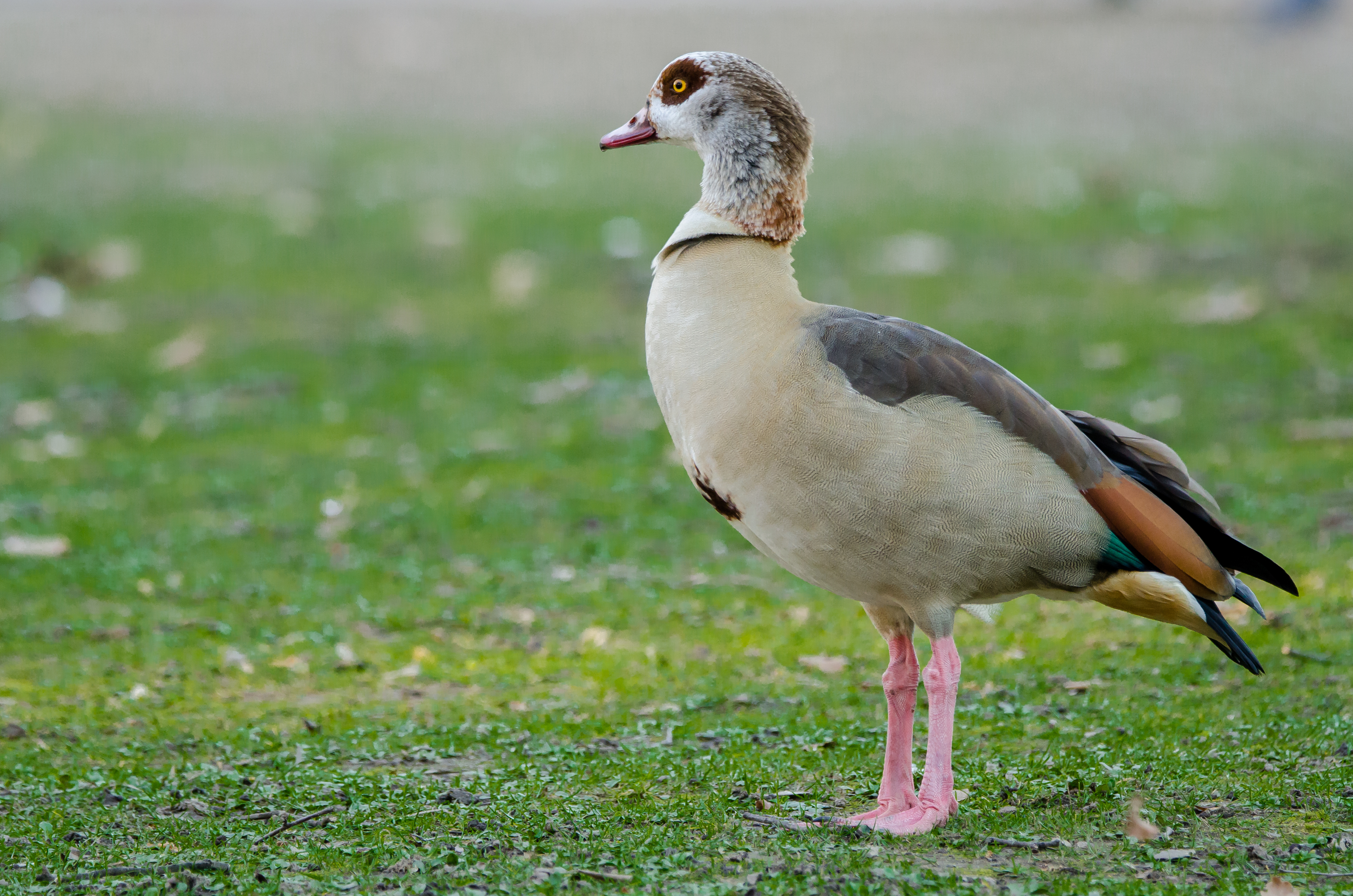
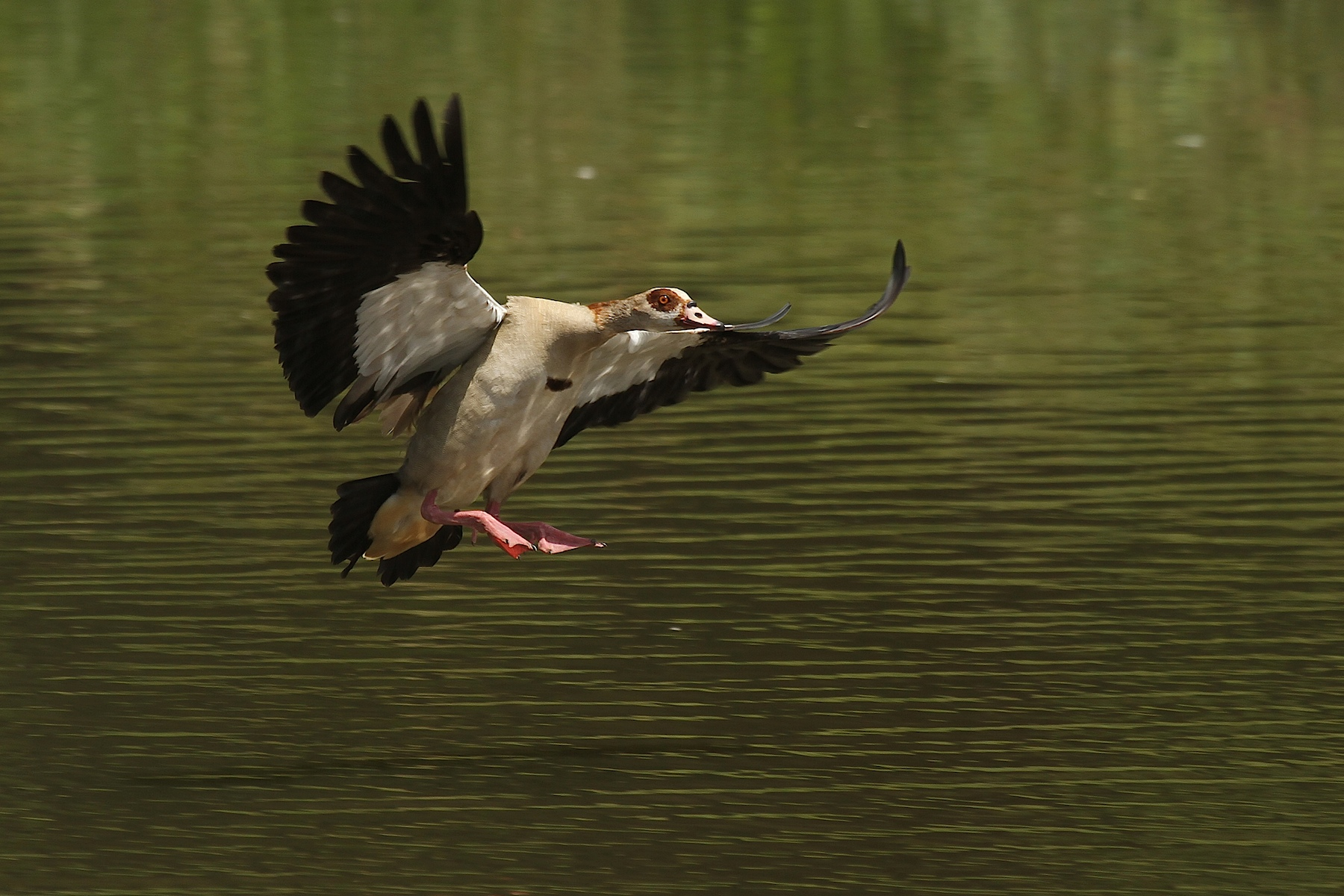
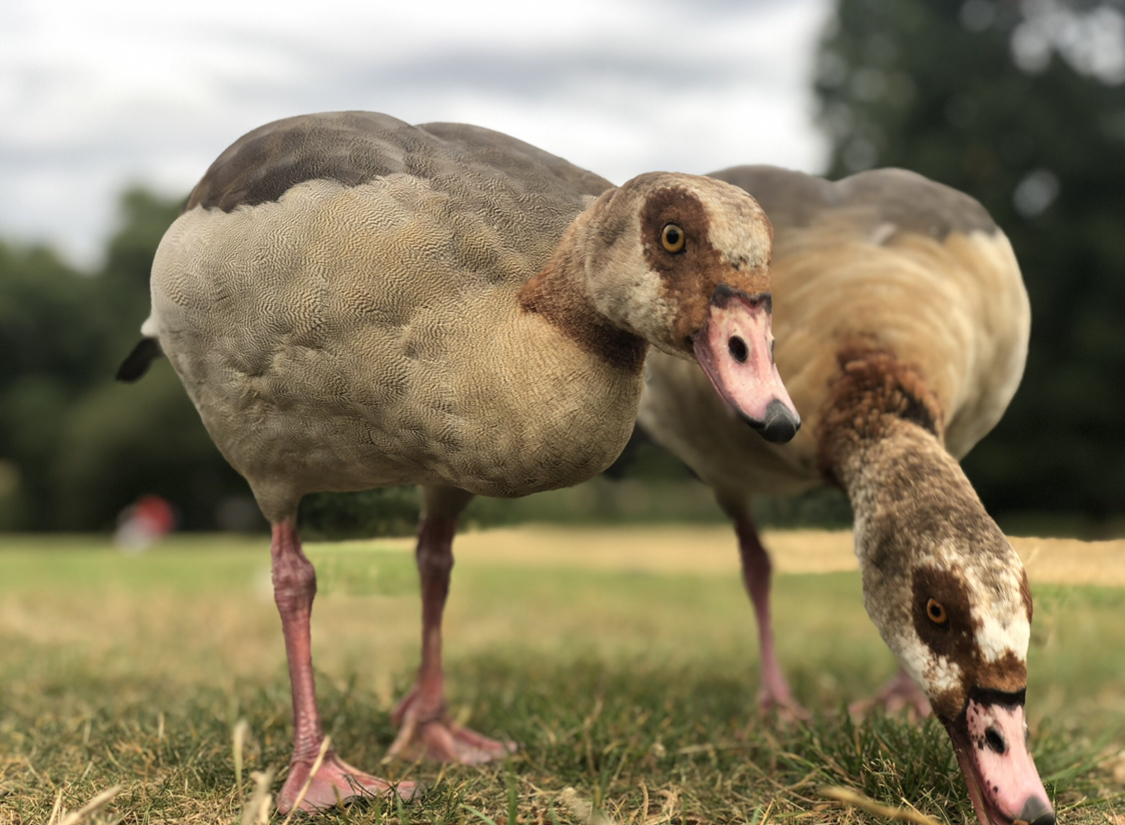
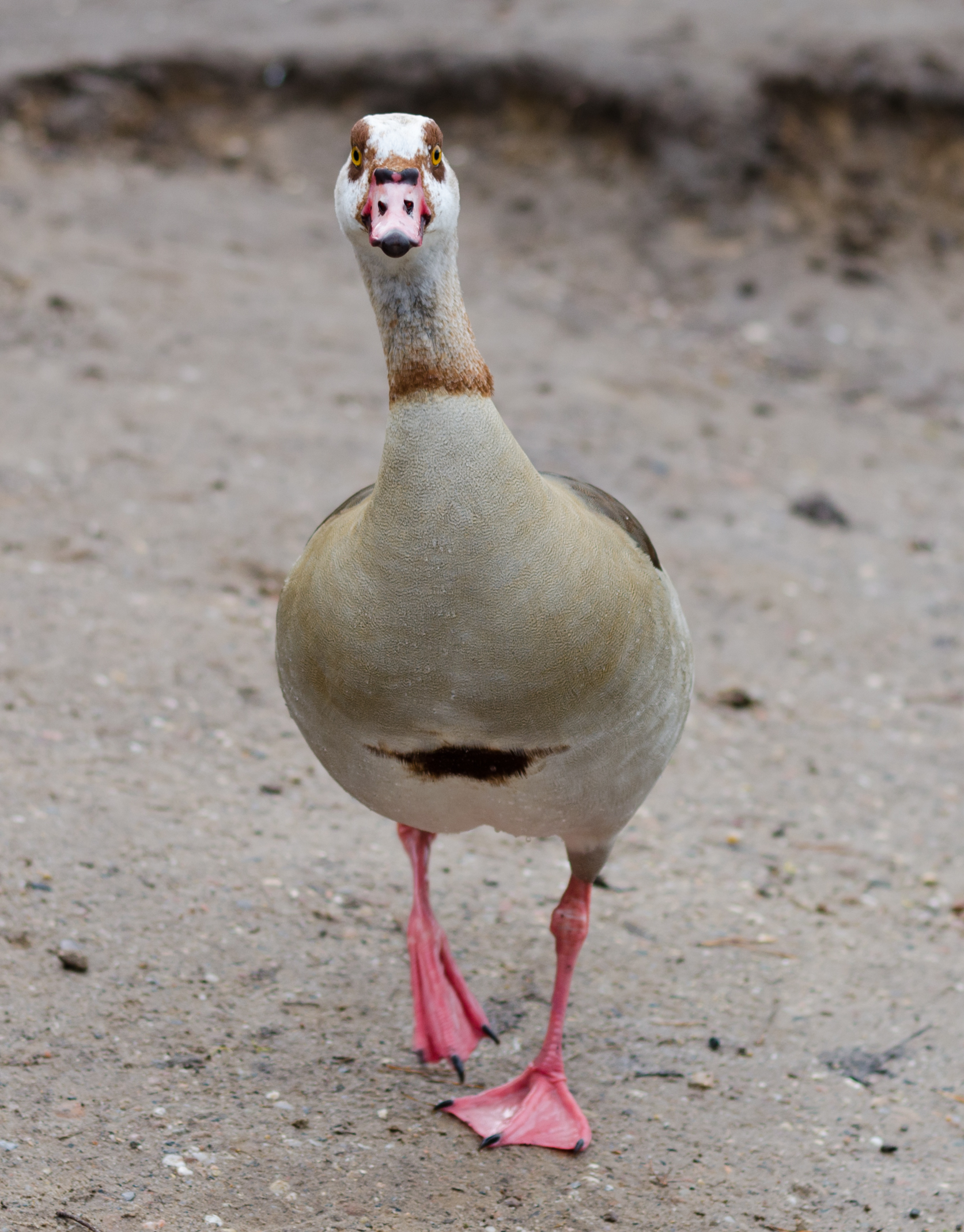
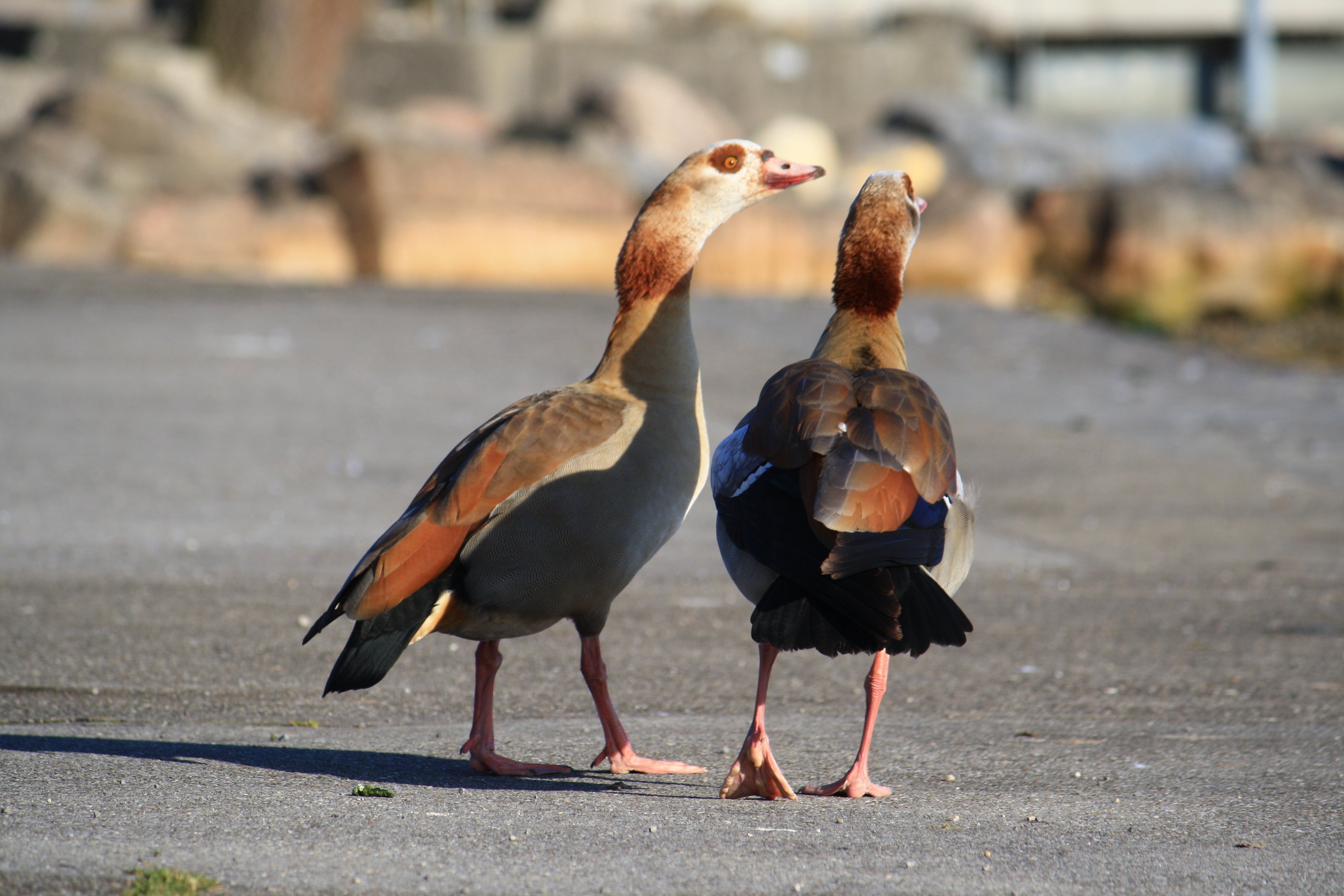